# Linval Laird
Linval Laird (Jamaica, 23 de junio de 1969) es un atleta jamaicano retirado especializado en la prueba de 4x400 m, en la que consiguió ser subcampeón mundial en pista cubierta en 1997.

## Carrera deportiva
En el Campeonato Mundial de Atletismo en Pista Cubierta de 1997 ganó la medalla de plata en los relevos de 4x400 metros, llegando a meta en un tiempo de 3:08.11 segundos, tras Estados Unidos y por delante de Francia (bronce).